# Bjerning Sogn
Bjerning Sogn ist eine dänische Kirchspielgemeinde (dän.: Sogn) in Nordschleswig. Bis 1970 gehörte sie zur Harde Sønder Tyrstrup Herred im damaligen Haderslev Amt, danach zur Christiansfeld Kommune im damaligen Sønderjyllands Amt. Im Zuge der Kommunalreform zum 1. Januar 2007 wurde das Kirchspiel der „neuen“ Haderslev Kommune zugeordnet, die zur Region Syddanmark gehört.
Die Gemeinde hatte am 1. Januar 2023 327 Einwohner.